# FX Fighter
FX Fighter est un jeu vidéo de combat développé par Argonaut Games et édité par GTE Entertainement, sorti en 1995 sur MS-DOS. Une version améliorée, intitulée FX Fighter Turbo est sortie en 1996. Elle inclut de nouveaux personnages, de nouveaux environnements, et des Fatalities, à la manière de Mortal Kombat. Une version Super Nintendo a été prévue, puis annulée.
Le jeu a été conçu avec le BRender, un moteur spécialisé dans le rendu en 3D polygonale.

## Système de jeu
Le système de combat de FX Fighter se compose de deux coups: le poing et le pied. Il se rapproche de Virtua Fighter dans sa manière de gérer les enchaînements. 8 personnages peuvent être sélectionnés, chacun possédant des attaques spéciales,.

## Version SNES
En 1995, Argonaut Games annonce préparer une version Super Nintendo de FX Fighter. Ce dernier utilisera la puce Super FX2.
Au Consumer Electronics Show de la même année, GTE Entertainement et Nintendo annoncent travailler ensemble afin de développer et éditer le jeu.